# 日本プレミアリーグ
日本プレミアリーグ（にほんプレミアリーグ）は、日本クリケット協会が主催するトゥエンティ20（20オーバー）ルールのクリケットのリーグ戦である。

## 概要
2010年からアジア競技大会にも採用されているトゥエンティ20ルールのリーグとして2013年に発足。
東関東、西関東、南関東、北関東、関西の各地域協会ごとに代表チームを編成して総当たり戦を組み日本一を争う。

## 所属チーム
- 東関東サンライザーズ
- 西関東ハリケーンズ
- 北関東ライオンズ
- 南関東スーパーキングス
- 関西チャレンジャーズ

## 歴代優勝チーム
- 2013 レイダーズ
- 2014 ホーネッツ
- 2015 ホーネッツ
- 2016 南関東スーパーキングス
- 2017 南関東スーパーキングス
- 2018 南関東スーパーキングス
- 2019 東関東サンライザーズ
- 2020 南関東スーパーキングス